# Lahosse
Lahosse é uma comuna francesa na região administrativa da Nova Aquitânia, no departamento Landes. Estende-se por uma área de 8,19 km². Em 2010 a comuna tinha 310 habitantes (densidade: 37,9 hab./km²).